# Yemi Oduwale
Yemi Oduwale (Sint-Niklaas, 18 juni 1986) is een Vlaams acteur.

## Carrière
Oduwale maakte zijn debuut op het televisiescherm in een gastrol bij Witse in 2008. Na enkele gastrollen zoals in de kortfilm Dinsdag en de televisieserie Danni Lowinski kreeg hij in 2013 een hoofdrol aangeboden in de serie Binnenstebuiten. In 2014 maakte hij de documentaire Worthy of the crown waarin hij zijn familie bij de Yoruba verkent. Sind 2019 verzorgt hij ook de presentatie tijdens de jaarlijkse Vredefeesten in zijn thuisstad Sint-Niklaas. Sinds 2021 is hij ambassadeur van Join For Water, een ngo die zich inzet voor water voor mens en natuur.

## Film
- 2010 - Dinsdag (kortfilm), als Mike
- 2011 - Amika en de gevaarlijke stunt, als Sandro
- 2014 - Worthy of the Crown, als zichzelf
- 2021 - W817: 8eraf!, als Matteo
- 2022 - Lightyear, als Mo Morrison (stem)

## Televisie

### Hoofdrollen
- 2013-2014 - Binnenstebuiten, als Tim De Rouck
- 2018-2024 - Thuis, als Dries Van Aken[2]
- 2018 - Gevoel voor tumor, als Patje
- 2019-2022 - Dertigers als Elias Seffa
- 2020 - Brak, als Maarten

### Gastrollen
- 2008 - Sara, Gastrol
- 2008 - Witse, als Bjorn Diels
- 2010 - Sunjata, voor, op en achter het toneel, als Jali
- 2012 - Danni Lowinski, als Kadir Aziz
- 2015 - Familie, als Joachim Vaes
- 2016 - Chaussée d'Amour, als cipier
- 2018 - De zonen van Van As, als William
- 2024 - Laura H., gastrol

### Als zichzelf
- 2021 - Dancing with the Stars, als kandidaat